# Glyphostoma kihikihi
Glyphostoma kihikihi is een slakkensoort uit de familie van de Clathurellidae. De wetenschappelijke naam van de soort is voor het eerst geldig gepubliceerd in 1979 door Kay.